# Річки Ростовської області
Всі річки Ростовської області належать до басейну Азовського моря, більшість до басейну річки Дон. На території області протікає три судноплавні річки: Дон, Сіверський Донець та Манич. Найбільша річка — Дон.

## СточищеАзовського моря

### Східне Надозів'я

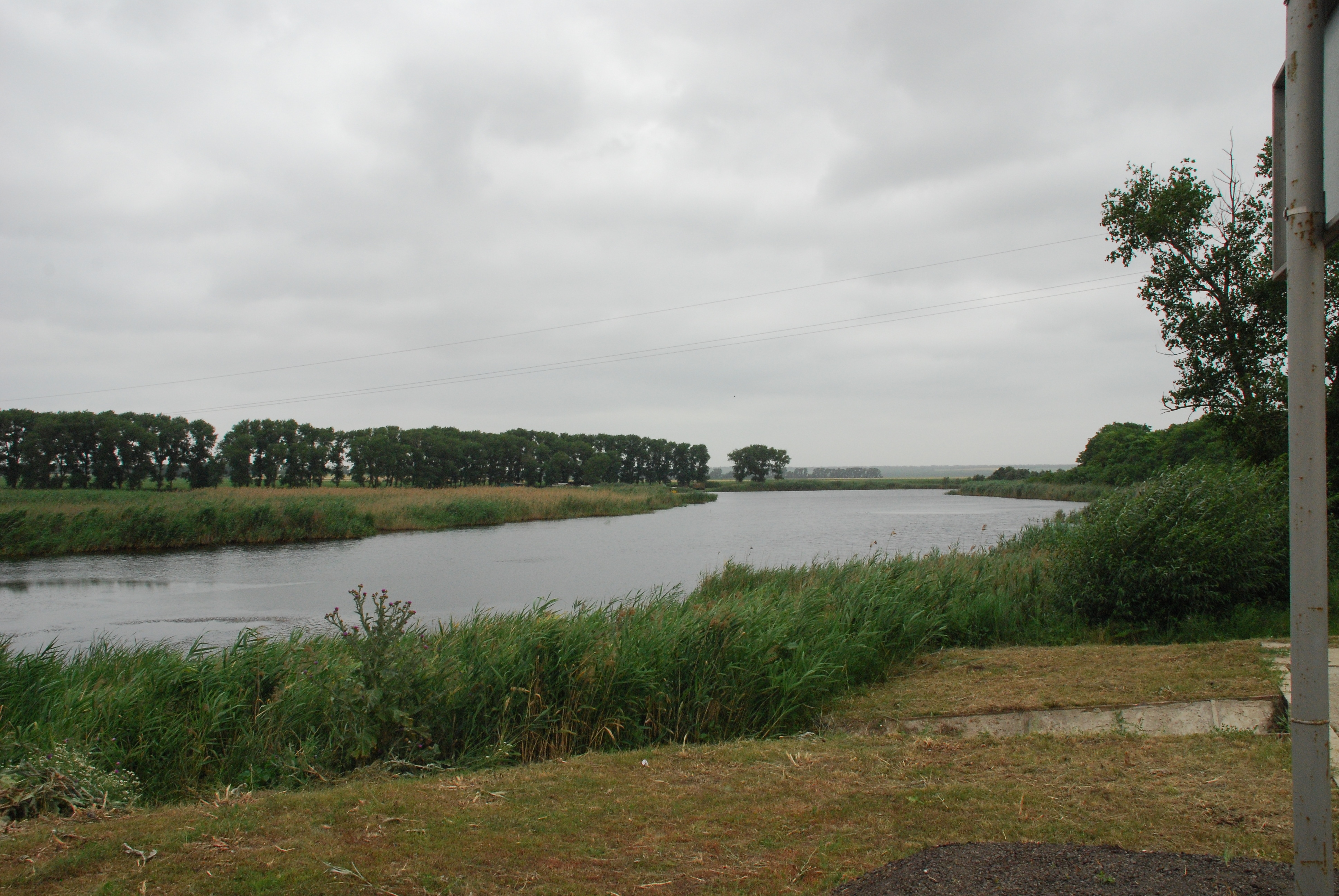
Кавалерка

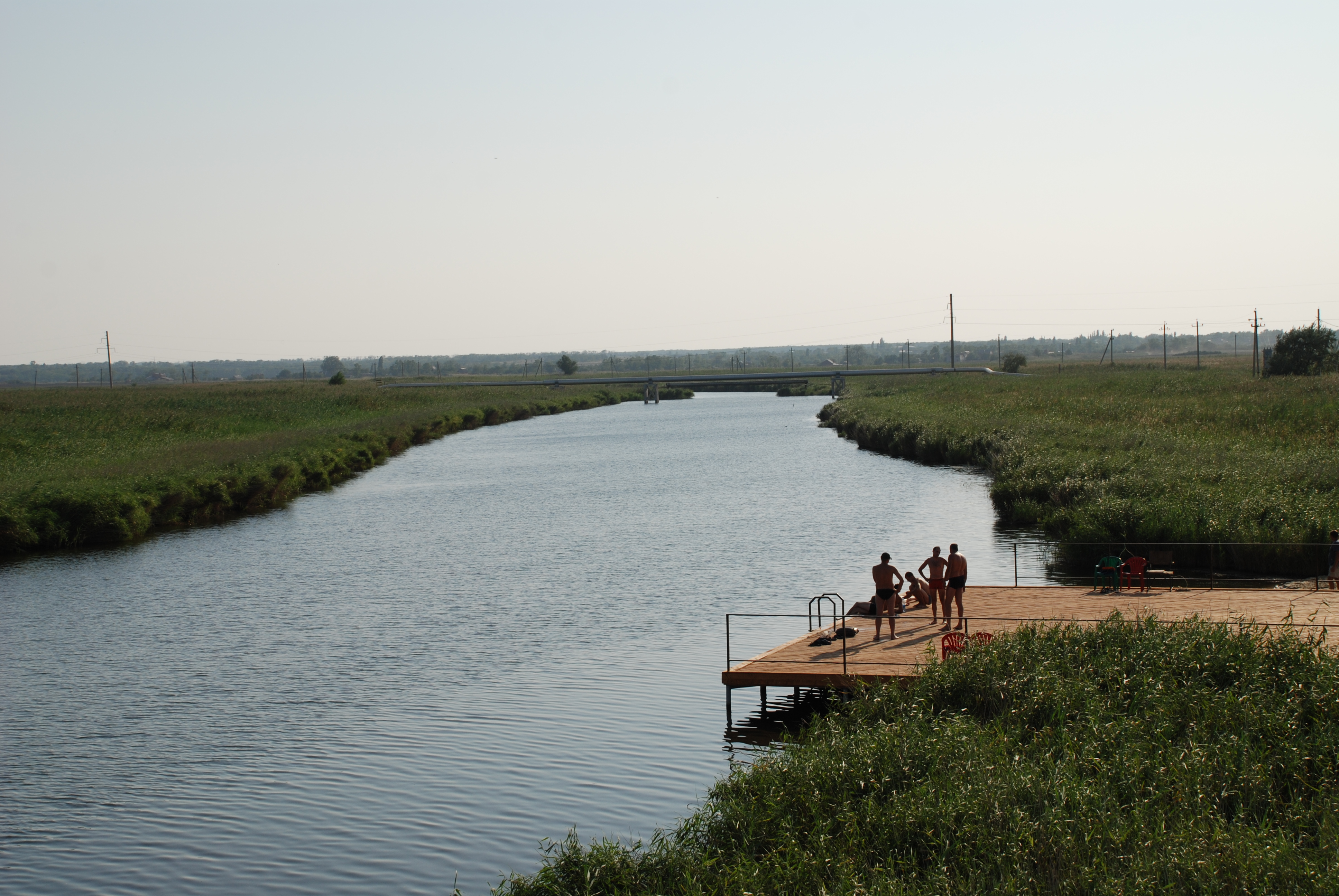
Кагальнику

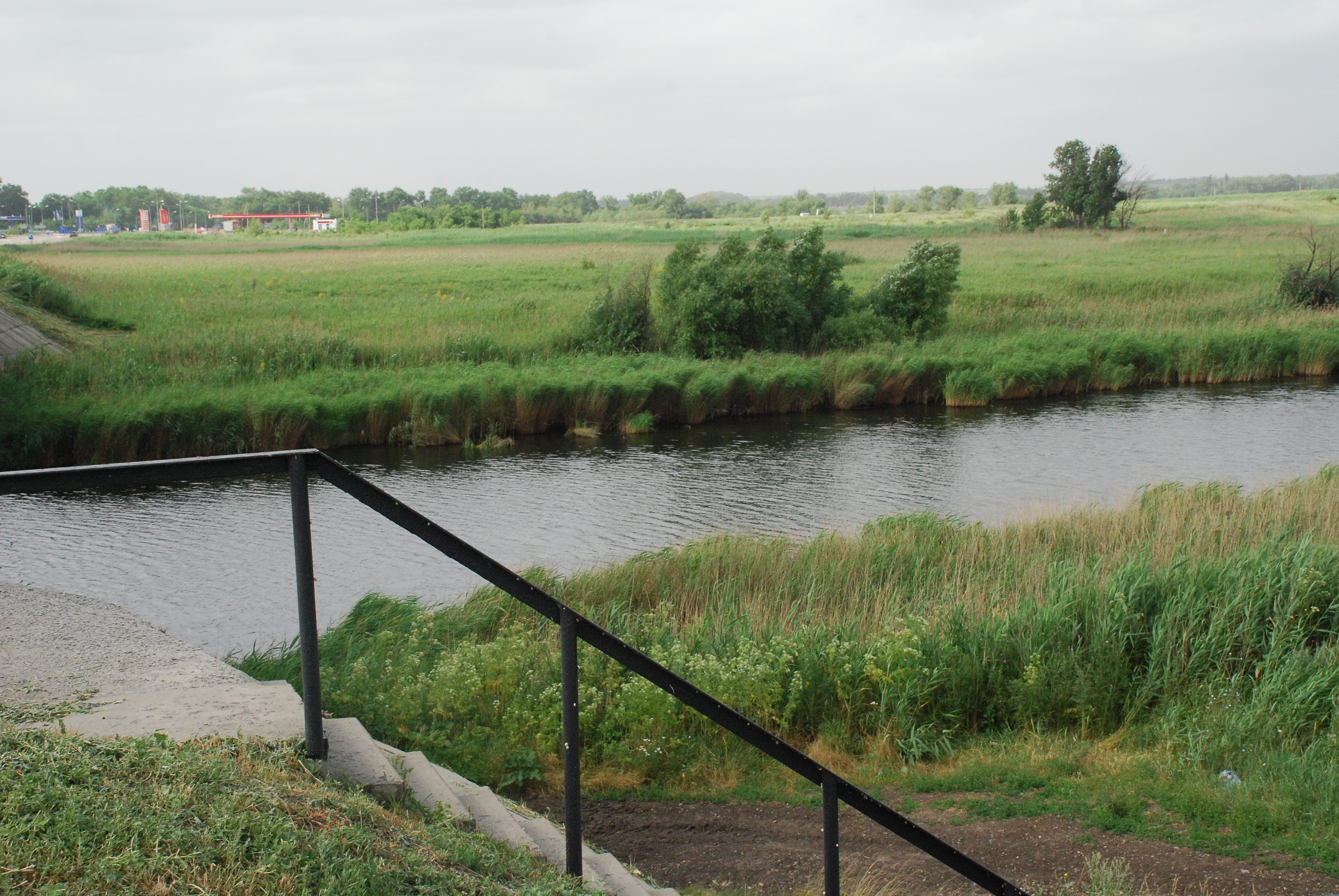
Ельбузд

- Велика Черепаха
- б. Волова
- Єя
  - Плоска — (п)
    - Терновата — (п)

- - Кавалерка — (п)
    - Грузька (Грузинська) — (п)

  - Куго-Єя — (п)
    - Мокра Грязнуха — (п)
    - Єгорличок — (п)
    - Гайдамачка — (л)
    - Тернова — (п)
    - б. Тюптина — (п)
    - б. Сиротинна — (л)[1]
- Єрик/Морський Чулек
  - б. Лоханова — (л)
    - б. Куца — (л)

  - б. Біла Криниця — (л)
    - б. Криниця — (п)
      - б. Біла — (п)
        - б. Велика Ворожкина — права складова
        - б. Мала Ворожкина — ліва складова

  - б. Василівка — (п)

- Кагальник
  - б. Камишеваха — (п)
  - Мечотка — (л)
  - Ельбузд — (л)
    - Розсош — (п)
      - Малий Ельбузд — права складова
      - Середній Ельбузд — ліва (найбільша) складова

  - б. Сухий Кагальник — (п)

### Північне Надозів'я
- Мала Черепаха

- Міус
  - Дедова — (л)
  - Ольховчик — (п)
  - Ясиновка — (л)
    - б. Дубова — (л)

- - Кринка — (п)
  - Каменка — (л)
  - б. Некрасова — (п)
  - б. Джереганова — (л)
  - б. Солона — (л)

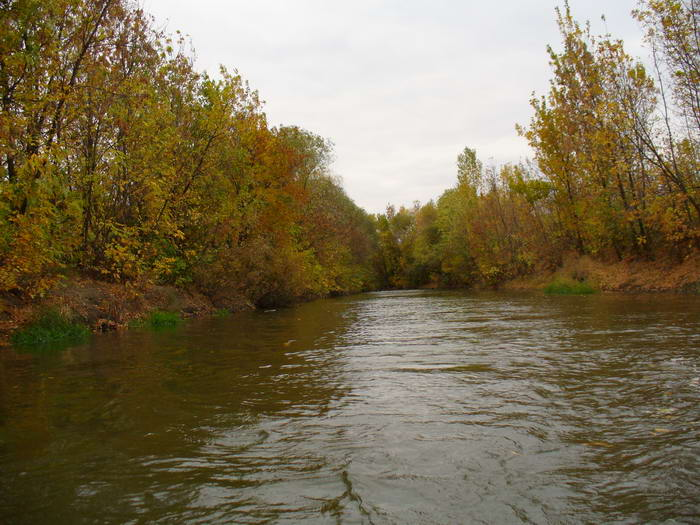
Міус

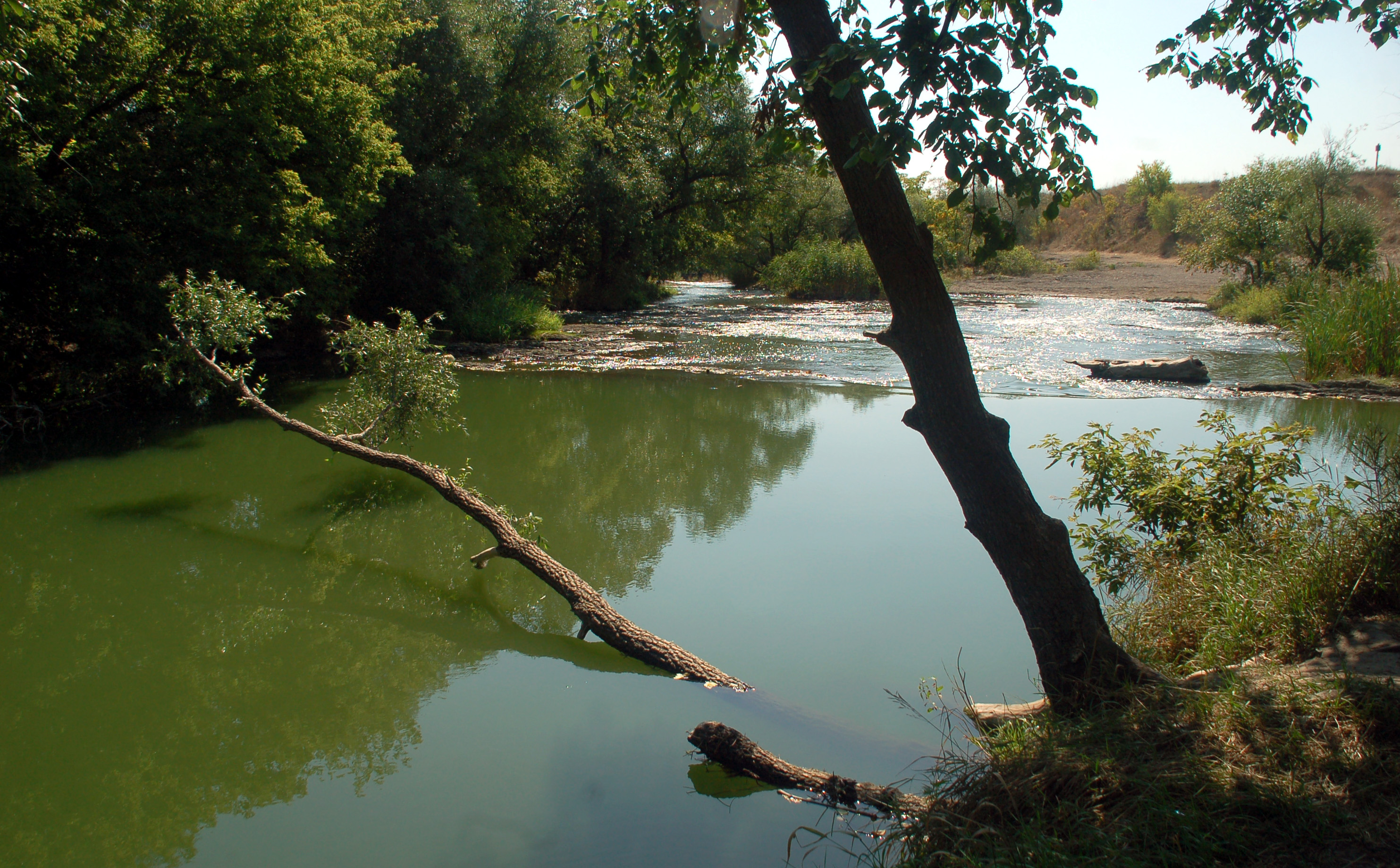
Кринка

  - Мала Неклинівка, у верхів'ях б. Неклинівка — (п)
  - б. Середня — (л)
  - Сарматська — (п)
    - б. Бикодорова — (л)
    - б. Сидорова — (п)
    - б. Гадюча — (л)
    - б. Боголюбова — (л)

  - б. Суха — (п)
  - б. Платонова — (л)
  - б. Носова — (п)
    - б. Середня — (п)
    - б. Камишова — (л)
    - б. Фомина — (п)
    - б. Просяна — (л)
    - б. Анискова — (п)
    - б. Дідова — (л)

  - б. Фирсова — (л)
- Мокра Чубурка
  - Чубурка — (п)
    - Середня Чубурка — (л)
- Мокрий Єланчик
  - б. Широка — (л)
  - б. Гірка — (л)
  - б. Платовська — (л)
  - б. Лепортська — (л)
  - б. Одобашева — (л)
  - Сухой Яланчик — (п)
    - б. Бальвина — (л)

  - б. Камишна — (п)
    - б. Каменовата — (л)

  - б. Галанова — (п)
  - б. Пудова — (л)
- Самбек
  - Бирюча — права складова
    - б. Пшенична — (л)
    - б. Наділ — (п)
    - б. Бузинова — (п)

  - Сухий Самбек — ліва (найбільша) складова
    - б. Ступина — (п)
    - Мокрий Самбек — (п)
      - б. Чеснокова — (л)

    - б. Головинська — (л)
    - б. Ландина — (л)

  - б. Сінокосна/Копані/Глибока — (п)
    - б. Циганкова — (п)

  - б. Бистра — (п)
    - б. Брехалкина — (п)

  - б. Манучкина — (л)
- Сухий Яланчик
  - б. Гадюча — (п)

### Сточище Дону
- Дон
  - Матюшина — (л)
    - Ольховатка — (л)

  - Пісковатка — (л)
    - Мала Пісковатка — (л)

  - Тиха — (п)

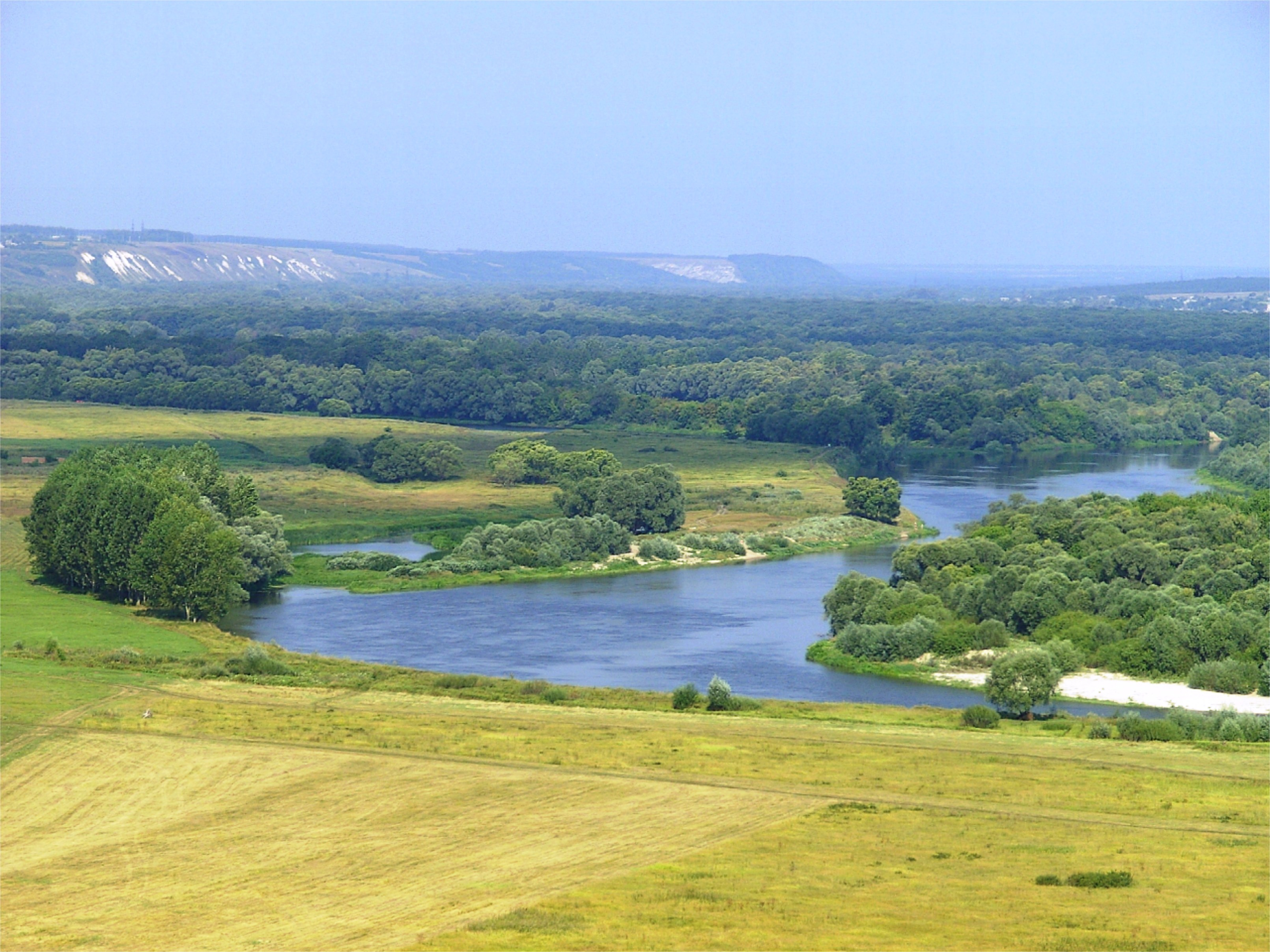
Воронезька область, Дон

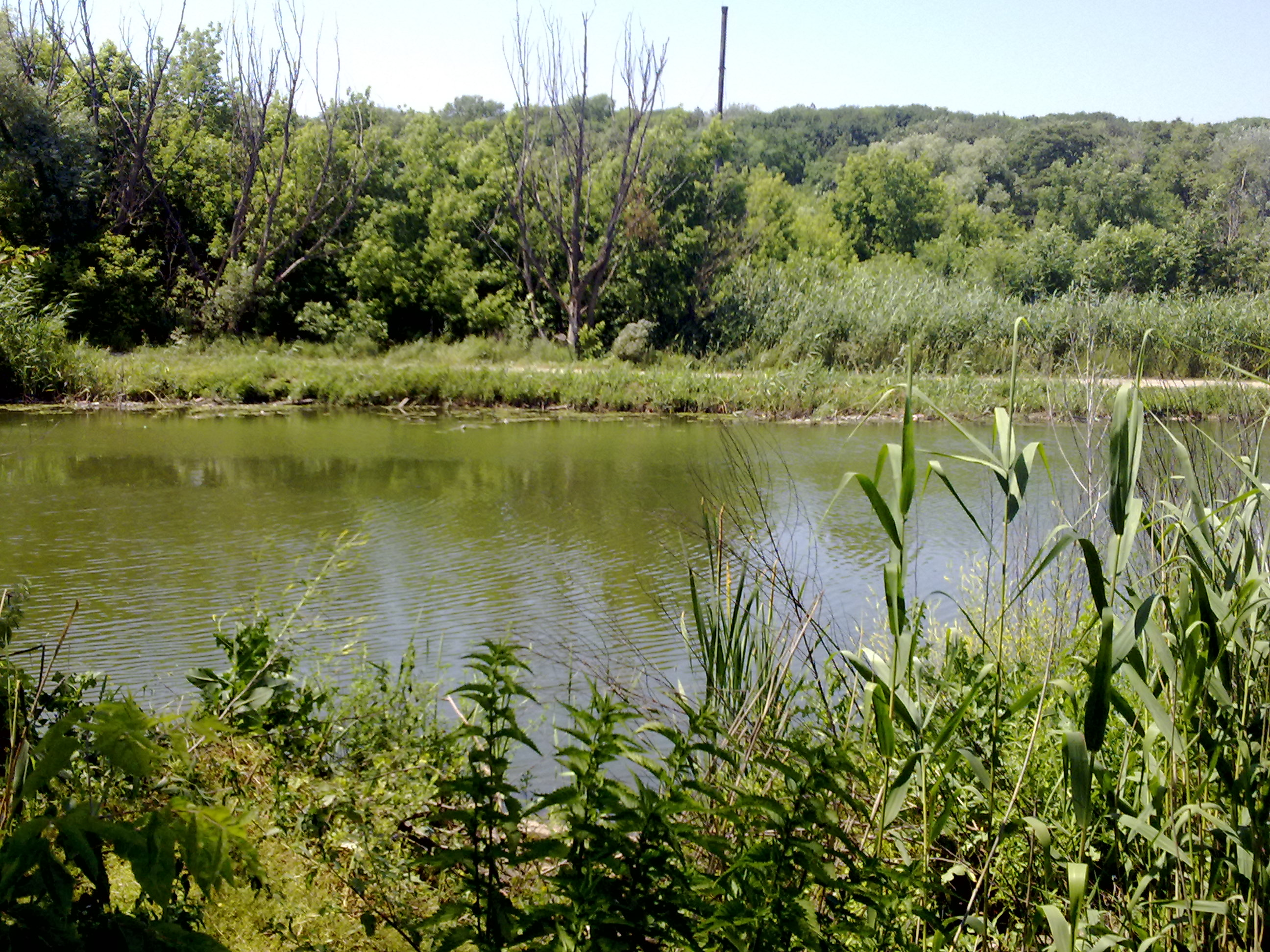
Темерник

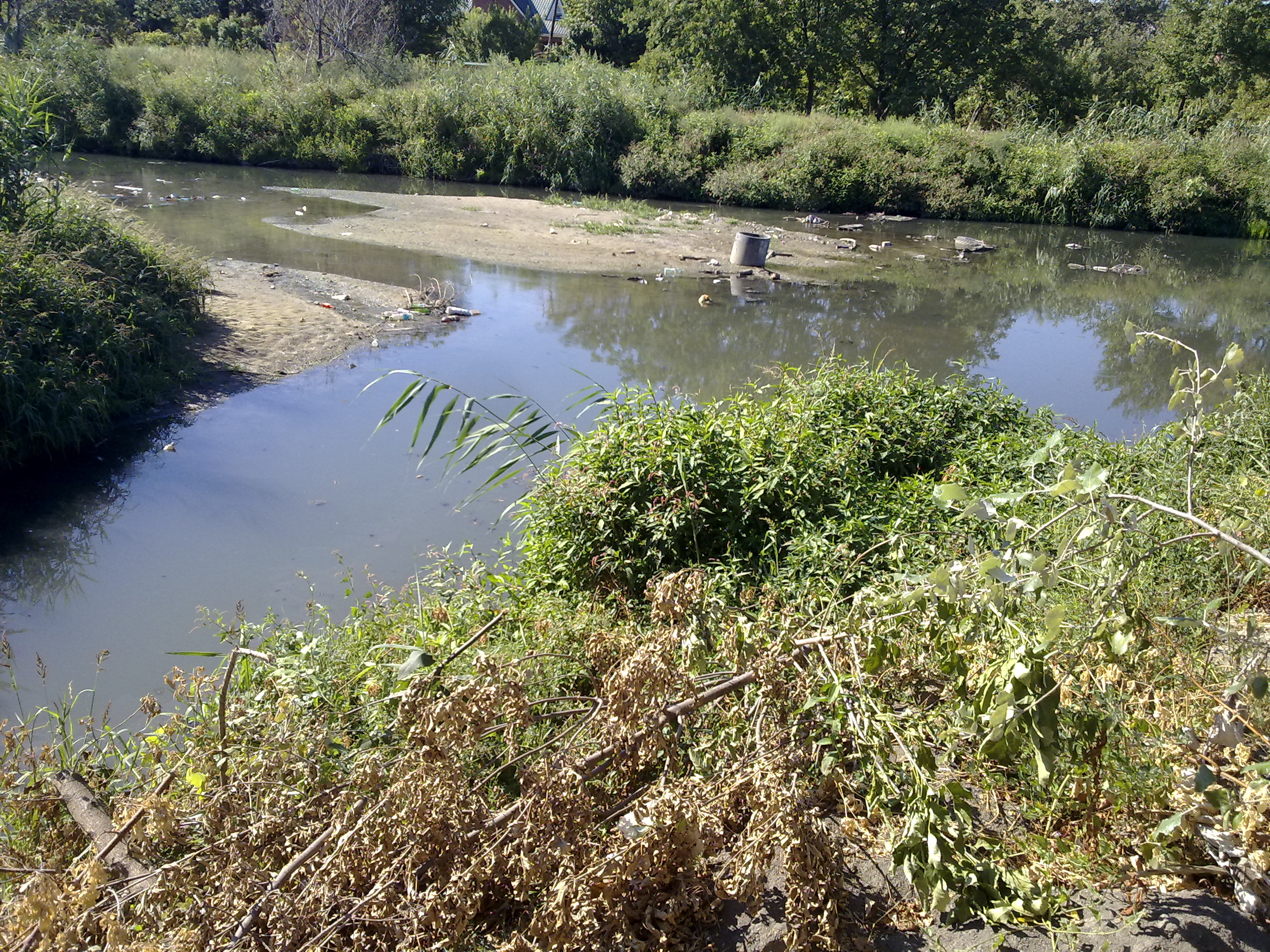
Безіменний струмок впадає в Темерник

    - б. Суха Андрієвська (Суха) — (л)
    - б. Кам'яний Лог (Кам'яна) — (л)
    - б. Калмикова (Калмиковська) — (л)
    - б. Мриховська — (л)

  - Решетовка — (л)
  - Дуброва — (л)
  - Зимовна — (л)
  - Єлань — (л)
    - Суха Єлань — (п)

  - Чир — (п)
    - Куртлак — (л)

  - Цимла — (п)
  - Кумшак — (п)
  - Кагальник — (п)

- - Сіверський Донець — (п)
    - Деркул — (л)
      - Повна — (л)
        - б. Церковна — (л)
        - б. Вишнева — (л)
        - б. Рідкодуб — (л)
        - б. Кам'яна — (л)
        - б. Мальчевська — (л)
        - б. Берестова — (л)
        - Журавка — (л)
          - б. Журавка — (л)

        - б. Грузька — (л)
          - б. Осочки — (п)

        - б. Усов Яр — (л)
        - б. Стьопін Яр — (л)
        - б. Калиновська — (п)
        - б. Благовіщенка — (л)
        - Рогалик — (п)
          - б. Мухіна — (л)
          - б. Глибока — (л)

        - б. Крута — (л)
        - Нагольна — (п)
        - Комишна — (п)

    - Митякинка — (л)
      - Алпатова — (л)
      - Дубовайчик — (п)

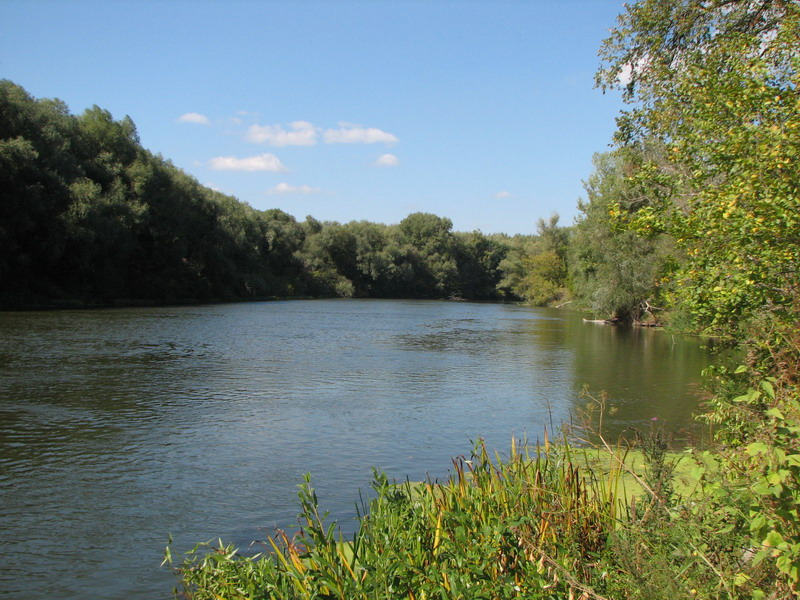
Сіверський Донець

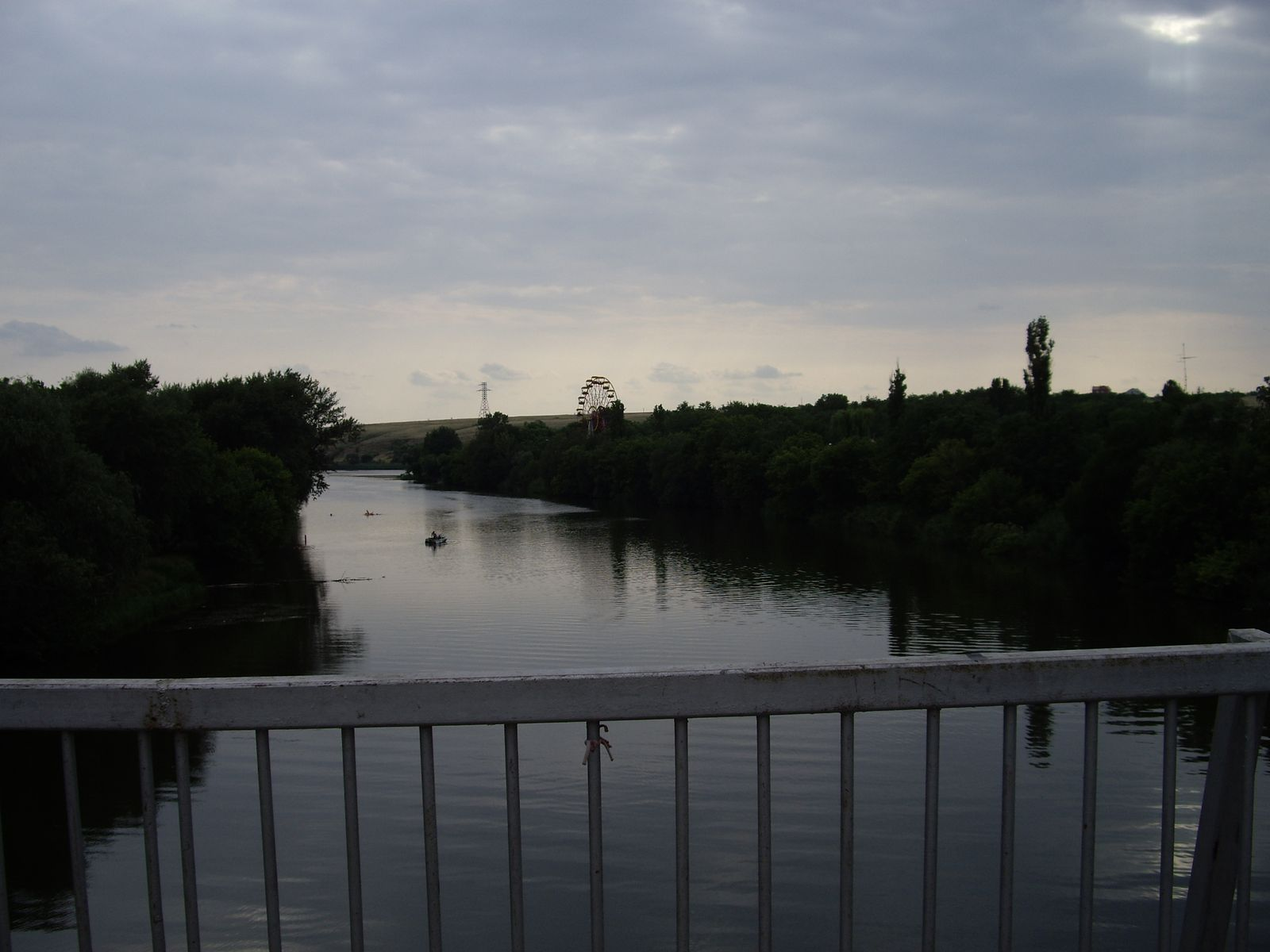
Калитви

    - Грачик (верхній приплив Сіверського Дінця) — (л)
    - Грачик (нижній приплив Сіверського Дінця) — (л)
    - Велика Кам'янка — (п)
      - Нижнє Провалля — (п)
        - б. Платовська — (п)

    - Мала Кам'янка — (п)
    - струмок Ригин — (п)
      - б. Бамбетова — (п)
      - б. Попівка — (п)

    - Глибока — (л)
    - б. Середня — (п)
    - Говійна — (п)
    - Калитвинець — (л)
    - б. Ясиновська — (п)
    - б. Лісна — (л)
    - б. Ламана — (л)
      - б. Дальній Лог — (л)

    - б. Грачова — (п)
    - б. Близький Лог — (л)
    - Калитва — (л)
      - Велика — (л)
        - Нагольна — (л)

      - б. Ближньожернова — (п)

    - Лиха — (п)
    - б. Вільхова — (л)
    - б. Ясеновська — (п)
    - б. Ведмежа — (л)
    - б. Велика Лучка — (п)
    - Бистра — (л)
    - б. Попова — (л)
    - б. Пошонка — (п)
    - б. Калиновська — (л)
    - Кундрючя — (п)

  - Сал (Джурак-Сал) — (л)
    - Булукта — (л)
      - Амта — (п)

    - Єрик — (п)
    - Кара-Сал — (п)
    - Великий Гашун — (л)
    - Мала Куберле — (л)
    - Велика Куберле — (л)

  - Сусат (рукав) — (л)
  - Західний Манич — (л)
    - Великий Єгорлик — (л)
    - Середній Єгорлик — (л)

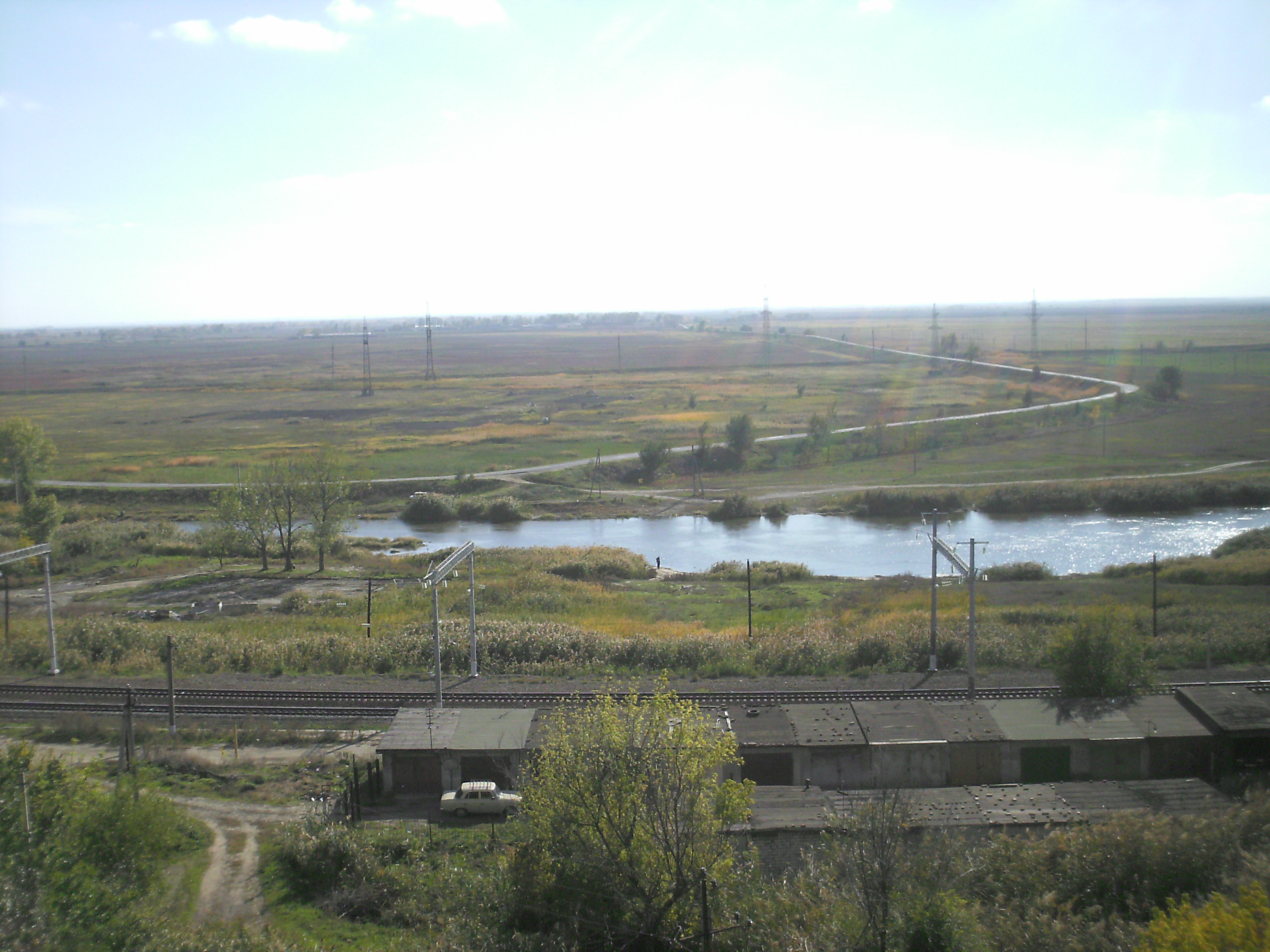
Аксай

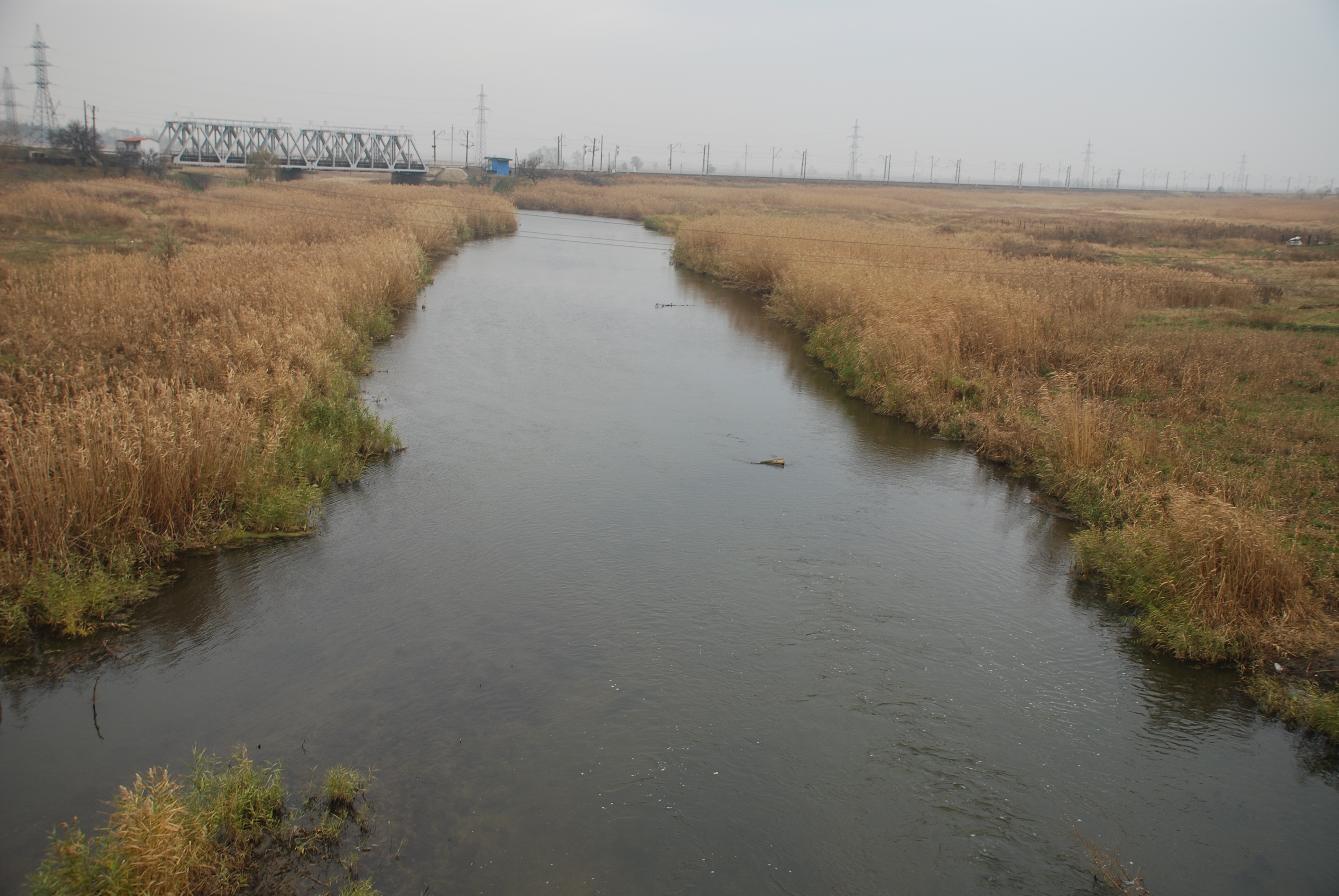
Тузлова

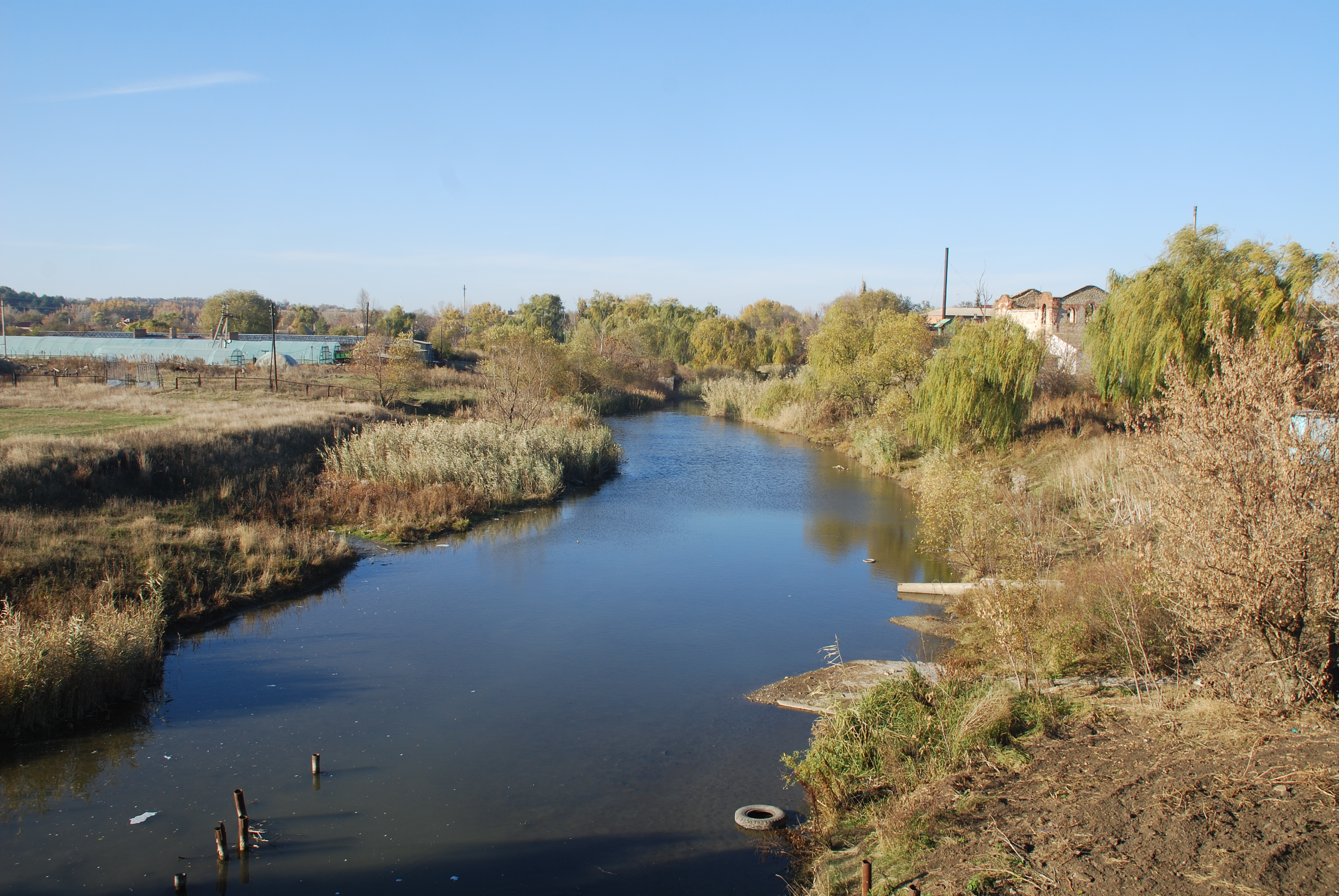
Великий Несвітай

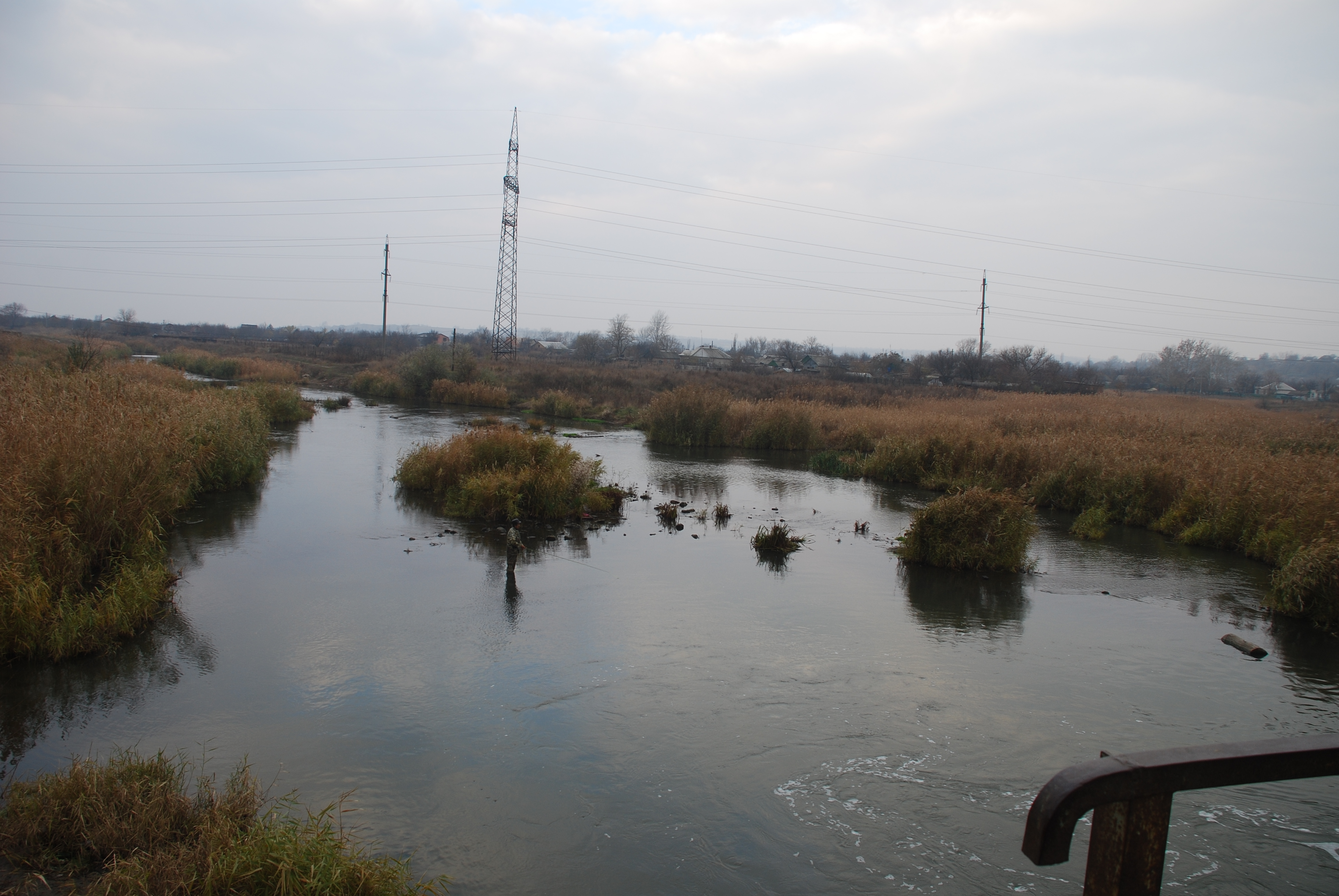
Грушівка

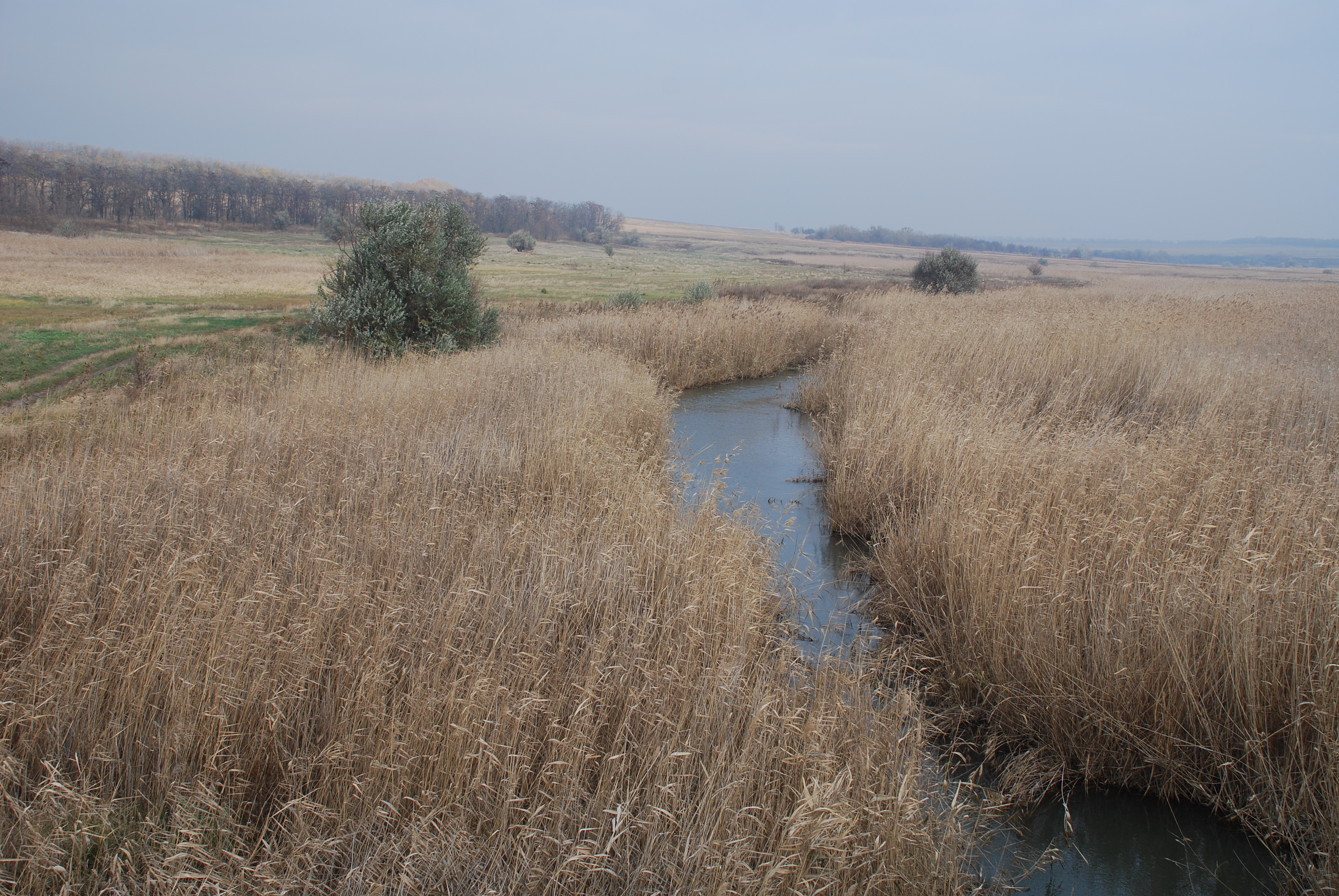
Аюта

- -     - Аксай (правий рукав Дону; відділяється й впадає до Дону)
      - Керчик — (п)
        - Бургуста — (п)
        - Сухий Керчик — (п)

      - Тузлова (Тузлів) — (п)
        - Середній Тузлів — середня складова
          - б. Власівка — (л)

        - Правий Тузлів — права складова
        - Лівий Тузлів — (л)
        - Салантир — (л)
        - Кріпка — (л)
        - Сухий Несвітай — (л)
        - Великий Несвітай — (л)
          - б. Собача — (л)
            - б. Букіна — (п)

          - б. Комишуваха — (л)
          - Керета — (п)
            - б. Мала Дубова — (п)

          - б. Солона — (л)
          - б. Цингута — (п)
          - б. Дудікова — (л)
          - Малий Несвітай — (л)
            - б. Солона — (п)
            - б. Бугрова — (л)
            - б. Кам'яна — (л)
            - Джельмента — (п)

          - б. Кирбитова — (п)

        - Грушівка — (л)
          - б. Велика Журавка — (п)
          - б. Власівка — (п)
          - б. Лісова — (п)
          - б. Солона — (л)
          - Атюхта — (п)
            - б. Бандовська — (п)
            - б. Свивтовка — (п)

          - Семибалочна — (л)
          - б. Панська — (л)
          - б. Шестибалочна — (л)
          - б. Водяна — (л)
          - Турбута — (п)
          - б. Двійна — (л)
          - Аюта — (п)
            - б. Пушкина — (п)
            - б. Кринична — (п)
            - б. Тала — (п)
            - Цурюпа — (п)
              - б. Кам'яна — (л)

          - Сусол — (п)

        - б. Суха Кадамовка — (л)
        - Кадамовка — (л)
          - б. Теренова — (п)
          - б. Глибока — (л)
          - б. Кам'яна — (л)
          - б. Музган — (л)
          - б. Осиповська — (п)
          - б. Щербакова — (л)
          - б. Мокра — (л)
          - б. Суха — (л)
          - б. Журавлина — (п)
          - б. Мокра — (л)
          - б. Кюхарева — (л)

  - Кизитеринка — (п)
  - Темерник — (п)
    - б. Старий Колодязь — (п)
    - б. Темерник — (л)
      - б. Щепкина — складова права
      - б. Велика Камишеваха — ліва складова
        - б. Красний Яр — (л)

      - б. Комишуваха — (л)

    - струмок Безіменний — (л)
    - б. Зміївська — (п)
    - струмок св. Павла — (п)
    - струмок Серафима Саровського — (п)
    - б. Генеральна — (л)

  - Койсуг — (л)
    - Чмутова — (п)
    - Чертановка — (п)

  - Азовка — (л)

### Дельта Дону
- Мертвий Донець (правий рукав Дону)
  - Сухий Чалтир — (п)
    - б. Калмицька — (л)

  - Мокрий Чалтир — (п)
    - б. Друга — (л)
    - б. Перша — (л)
    - б. Банта-Бур — (п)
    - Хавали — (л)

  - б. Кам'яна — (п)
  - єрик Лютик — (п)
  - Донський Чулек — (п)